# Red Nacional de Extensión
La Red Nacional de Extensión (RENEX) es una red brasileña de universidades creada en 1987 durante el Primer Encuentro Nacional de Pro Rectores de Extensión de las Universidades Públicas Brasileñas. RENEX mantiene un registro de instituciones de educación superior afiliadas, difunde actividades de extensión universitaria y coordina el Sistema Nacional de Información de Extensión SIEX/Brasil, una base de datos sobre acciones de extensión en el país.

## Instituciones afiliadas
Lista de instituciones de educación superior de RENEX, clasificadas por estado.

### Acre
- UFAC - Universidad Federal del Acre

### Alagoas
- UFAL - Universidad Federal de Alagoas
- UNCISAL - Universidad Estatal de Ciencias de la Salud de Alagoas
- CEFET-AL - Centro Federal de Educación Tecnológica de Alagoas
- CEFET-AL Marechal Deodoro - Centro Federal de Educación Tecnológica de Alagoas
- UNEAL - Universidad Estatal de Alagoas
- EAFS - Escuela Federal Agrícola de Satuba
- EAFJ - Escuela Federal Agraria de Junqueiro

### Amapá
- UNIFAP - Universidad Federal de Amapá
- UEAP - Universidad Estatal de Amapá

### Amazonas
- UFAM - Universidad Federal del Amazonas
- UEA - Universidad del Estado del Amazonas

### Bahia
- UESB - Universidad Estatal del Sudoeste de Bahía
- UEFS - Universidad Estatal de Feira de Santana
- UESC - Universidad Estatal de Santa Cruz
- UFBA - Universidad Federal de Bahía
- UNEB - Universidad del Estado de Bahía
- UFRB - Universidade Federal do Recôncavo da Bahia

### Ceará
- UECE - Universidad Estatal de Ceará
- UFC - Universidad Federal de Ceará
- UVA / CE - Universidad Estatal Vale do Acaraú
- URCA - Universidad regional de Cariri

### Distrito Federal
- UnB - Universidad de Brasilia

### Espíritu Santo
- UFES - Universidad Federal de Espírito Santo

### Goiás
- UEG - Universidad Estatal de Goiás
- UFG - Universidad Federal de Goiás

### Maranhão
- UFMA - Universidad Federal de Maranhão
- UEMA - Universidad Estatal de Maranhão
- IFMA - Instituto Federal de Maranhão

### Mato Grosso
- UFMT - Universidad Federal de Mato Grosso
- UNEMAT - Universidad Estatal de Mato Grosso

### Mato Grosso del Sur
- FUFMS - Fundación Fundación de la Universidad Federal de Mato Grosso do Sul
- UEMS - Universidad Estatal de Mato Grosso do Sul
- UFGD - Universidad Federal de Greater Dourados

### Minas Gerais
- UFSJ - Universidad Federal de São João del-Rei
- UEMG - Universidade do Estado de Minas Gerais
- Unifal-MG - Universidad Federal de Alfenas
- UNIFEI - Universidad Federal de Itajubá
- UFJF - Universidad Federal de Juiz de Fora
- UFLA - Universidad Federal de Lavras
- UFMG - Universidad Federal de Minas Gerais
- UFOP - Universidad Federal de Ouro Preto
- UFU - Universidad Federal de Uberlandia
- UFV - Universidad Federal de Viçosa
- UFTM - Universidad Federal de Triangulo Mineiro
- UFVJM - Universidad Federal de los Valles de Jequitinhonha y Mucuri
- UNIMONTES - Universidad Estatal de Montes Claros
- CEFET-MG - Centro Federal de Educación Tecnológica de Minas Gerais
- CEFET-OP - Centro Federal de Educación Tecnológica de Oro Negro

### Para
- UEPA - Universidad Estatal de Pará
- UFPA - Universidad Federal de Pará
- UFRA - Universidad Federal Rural de la Amazonia

### Paraiba
- UEPB - Universidad Estatal de Paraíba
- UFPB - Universidad Federal de Paraíba
- UFCG - Universidad Federal de Campina Grande
- IFPB - Instituto Federal de Paraíba

### Paraná
- UTFPR - Universidad Tecnológica Federal de Paraná
- UEL - Universidad Estatal de Londrina
- UEM - Universidad Estatal de Maringá
- UENP - Universidad Estatal del Norte de Paraná
- UEPG - Universidad de Ponta Grossa
- UFPR - Universidad Federal de Paraná
- UNIOESTE - Universidad Estatal de Paraná Occidental
- UNICENTRO - Universidad del estado del medio oeste

### Pernambuco
- UFPE - Universidad Federal de Pernambuco
- UFRPE - Universidad Federal Rural de Pernambuco
- UPE - Universidad de pernambuco
- UNIVASF - Universidad Federal del Valle de San Francisco

### Piaui
- UESPI - Universidad Estatal de Piauí
- UFPI - Universidad Federal de Piauí

### Río de Janeiro
- UNIRIO - Universidad Federal del Estado de Río de Janeiro
- UENF - Universidad Estatal del Norte Fluminense
- UERJ - Universidad del Estado de Río de Janeiro
- UFF - Universidad Federal Fluminense
- UFRJ - Universidad Federal de Río de Janeiro
- UFRRJ - Universidade Federal Rural do Rio de Janeiro
- CEFET-RJ - Centro Federal de Educación Tecnológica
- CEFET-CAMPOS - Centro Federal de Educación Tecnológica

### Río Grande del Norte
- UERN - Universidad Estatal de Rio Grande do Norte
- UFRN - Universidad Federal de Río Grande del Norte
- UFERSA - Universidad Federal Rural del Semiárido

### Río Grande del Sur
- NIIF - Instituto Federal de Educación, Ciencia y Tecnología de Rio Grande do Sul
- UERGS - Universidad Estatal de Rio Grande do Sul
- FURG - Universidad Federal de Río Grande
- UFPEL - Universidad Federal de Pelotas
- UFRGS - Universidad Federal de Río Grande del Sur
- UFSM - Universidad Federal de Santa María
- UFCSPA - Universidad Federal de Ciencias de la Salud de Porto Alegre
- CEFET-RS - Centro Federal de Educación Tecnológica de Pelotas
- UNIPAMPA - Universidad Federal de Pampa

### Rondonia
- UNIR - Fundación de la Universidad Federal de Rondônia

### Roraima
- UFRR - Universidad Federal de Roraima

### Santa Catarina
- UDESC - Universidad Estatal de Santa Catarina
- UFFS - Universidad Federal de la Frontera Sur
- UFSC - Universidad Federal de Santa Catarina

### San Pablo
- UFABC - Universidad Federal de ABC
- USP - Universidad de São Paulo
- UNITAU - Universidad de Taubaté
- UNICAMP - Universidad Estatal de Campinas
- UNESP - Universidad Estatal Paulista Julio de Mesquita Filho
- UFSCar - Universidad Federal de São Carlos
- UNIFESP - Universidad Federal de São Paulo

### Sergipe
- UFS - Universidad Federal de Sergipe

### Tocantins
- UNITINS - Fundación de la Universidad de Tocantins
- UFT - Universidad Federal de Tocantins